# D'man
D'man ou Daman est une race ovine -marocaine. Cette race se répand dans le sud-ouest algérien et le sud-est marocain, elle constitue la race des oasis et forme la base de l'élevage sédentaire dans la région. Les troupeaux sont à effectif très réduit et comptent rarement plus d'une dizaine de têtes.

## Origine
L'origine historique de la race D'man n'est pas très connue. Elle existe dans les palmeraies des régions pré-sahariennes du Sud maghrebin  depuis fort longtemps. Elle se localise essentiellement dans les oasis des vallées du Dadès, du Ziz, du Drâa, du Saoura et dans la région du Gourara. La présence de pendeloques chez certains individus de cette race laisse suggérer une importante contribution à la constitution de cette race des Oasis par les moutons à poils d'Afrique de l'Ouest.

## Description
Cette race à forte hétérogénéité phénotypique est de petite taille et du type longiligne. Elle est caractérisée par:
- Ossature fine.
- Tête étroite, convexe chez les femelles plus nettement chez les mâles, avec un plissement de la peau sur le chanfrein.
- Absence de cornes chez les brebis comme chez les béliers. L'absence de cornes chez le mâle différencie la race D'man des autres races maghrébines.
- Oreilles longues tombantes, implantées bas derrière la tête.
- Cou long, mince et portant des pendeloques chez la brebis, rarement chez le bélier.
- Queue fine.
- Pigmentation variable; la tête et la toison peuvent être entièrement noires, brunes ou blanches ou bien présentent une juxtaposition de 2 ou 3 couleurs.

## Zones d'élevage
Le berceau de la race D'man est localisé dans les régions pré-sahariennes du Sud maghrebin, essentiellement les oasis d'Errachidia et Ouarzazate au Maroc, Saoura et Gourara en Algérie et même à Tozeur et Kebili et dans d'autres régions du Sud tunisien. 

## Aptitudes

### Productions bouchères
Le poids moyen à la naissance est de 1,7 à 2,9 kilogrammes. Les croissances moyennes sont de 160 à 180 g/j entre 10 et 30 jours et 170 à 200 g/j entre 30 et 70 jours. Une étude faite entre 2003 et 2006 sur la croissance de 759 agneaux de race D’Man dans les régions de Tozeur (431 agneaux) et Kebili (328 agneaux) conclut les poids moyens des agneaux D’Man aux âges types (Voir le tableau ci-dessous).
Tableau : Poids moyens aux âges types (écart type)
| Variables | Moyenne, kg (m) |
| --------- | --------------- |
| P10 j     | 3,4 (1,3)       |
| P30j      | 5,9 (2,3)       |
| P70j      | 11,4 (3,5)      |
| P90j      | 13,1 (3,6)      |

En 2003 Derquaoui a trouvé que les agnelles nées en été étaient plus lourdes (27 kg) que celles nées en hiver (25 kg) à la puberté. Le poids moyen adulte est de 30 à 45 kilogrammes chez la brebis et de 50 à 70 kilogrammes chez le bélier.

### Production de laine
La race D’Man a une laine de qualité médiocre à mauvaise, cette laine ne couvrant généralement que le dos. Le poids moyen d’une toison varie entre 0,5 et 1,5 kilogramme.

### Performances
La race D'man est connue par sa forte prolificité, sa précocité sexuelle et son aptitude au dessaisonnement. Les brebis de race D'man ont une activité sexuelle durant toute l'année et cela est expliqué par la distribution des agnelages au cours de l'année avec une légère diminution limitée à certaines périodes (février et août-septembre). 
- Puberté : agnelles nées en juillet (110 à 220 jours d'âge) pendant que les agnelles nées en novembre - décembre (169 à 292 jours après la naissance.)
- premier agnelage : a lieu entre l'âge de 9 et 22 mois.
- Fertilité : une moyenne de 86,9 % en saillie naturelle et 24 % lors d'insémination artificielle.
- Cycle œstral : 14 jours chez les jeunes brebis, 16,5 jours chez les brebis adultes.
- L'œstrus : chez les brebis adultes 30 heures et chez les jeunes brebis 24 heures.
- Taux d'ovulation : élevé chez les multipares (2,78), faible chez les primipares (2,33).
- Durée de gestation : varie de 148,7 à 150,8 jours.
- Mortalité des agneaux : 18,4 % des agneaux meurent avant l'âge de 90 jours.
- Anœstrus post-partum : 40 à 60 jours.
- Intervalle entre agnelages : entre 191 et 260 jours, donnant une moyenne de 1,4 agnelage par an.
- Reproduction chez le mâle : 
  - Testicule : diamètre 5,7 cm, longueur 8,3 cm.
  - première éjaculation : a été faite à l'âge de 146 jours
  - Sperme : à l'âge de 23 mois il a un volume de 1,11 ml, motilité de 70,2 % et une concentration de 2,71x10⁹ spermatozoïdes/ml.
  - Comportement sexuel durant toute l'année.
  - Concentration du sperme s'épuise très rapidement à la suite d'éjaculations successives.
- Les brebis de race Sardi lutées à des béliers de race D'man présentent une fertilité plus élevée que celle saillies par des béliers de la même race.